# Travis Lulay
(en) Statistiques sur statscrew
Travis Lulay, né le 27 septembre 1983, est un joueur américain de football canadien et de football américain qui évolue à la position de quart-arrière (quarterback en Europe). Il a joué dix saisons dans la Ligue canadienne de football (LCF), toutes avec les Lions de la Colombie-Britannique. Il a remporté la coupe Grey en 2011, a été choisi joueur par excellence de ce match, et a été choisi joueur par excellence de la ligue la même année. 

## Biographie

### Carrière scolaire et universitaire
Travis Lulay nait à Aumsville (Oregon), une petite ville située près de Salem. Il fréquente la Regis High School (en) de la ville voisine de Stayton. Étudiant à l'université d'État du Montana, il s'aligne avec le club de football américain des Bobcats avec lequel il brille, menant l'équipe à trois championnats de la Big Sky Conference et étant nommé sur l'équipe d'étoiles Academic All-America (en) de la Division I.

### Carrière professionnelle
Bien que non réclamé à la draft 2006 de la NFL, Lulay signe un contrat avec les Seahawks de Seattle, mais n'est pas gardé pour la saison. En 2007 il joue pour le Thunder de Berlin en NFL Europa. Il signe de nouveau avec les Seahawks en octobre 2008, cette fois pour l'équipe d'entraînement. 
En avril 2009, Lulay signe un premier contrat avec les Lions de la Colombie-Britannique de la Ligue canadienne de football. Il fait bonne impression au camp d'entraînement et est conservé pour la saison. Il joue un rôle de réserviste à sa première saison, puis partage la tâche de quart-arrière titulaire avec Casey Printers en 2010. En 2011, il devient titulaire indiscutable alors que les Lions terminent au premier rang de la division Ouest puis remportent la coupe Grey contre les Blue Bombers de Winnipeg. Lulay est choisi joueur par excellence de la ligue au terme de la saison régulière, puis joueur par excellence du match de la coupe Grey. 
Lulay subit une blessure à l'épaule en septembre 2013, et manque la plus grande partie de la saison 2014 à cause de cette blessure et de l'opération subséquente. Il subit une autre blessure au genou, moins grave, en 2015 mais à son retour au jeu doit se contenter du rôle de réserviste derrière Jonathon Jennings (en), qui avait bien joué en son absence. Il continue dans son rôle de réserviste en 2016, ne lançant que 32 passes durant la saison, son plus petit total en carrière. En 2017 Lulay reprend brièvement son poste de titulaire à la suite d'une blessure à Jennings puis d'une baisse de forme de ce dernier, mais il est de nouveau blessé au genou. Il entreprend la saison 2018 une fois de plus comme substitut de Jennings, mais finit par lui reprendre le poste de quart-arrière titulaire. 
En février 2019, Lulay annonce sa retraite, à l'âge de 35 ans.

## Après sa carrière de joueur
Après sa carrière, Lulay devient conseiller financier et s'établit à Stayton en Oregon.

## Trophées et honneurs
- Joueur par excellence de la Ligue canadienne de football : 2011
- Trophée Jeff-Nicklin (joueur par excellence de la division Ouest) : 2011, 2012
- Équipe d'étoiles de la Ligue canadienne de football : 2011
- Équipe d'étoiles de la division Ouest de la LCF : 2011, 2012
- Meilleur joueur du match de la coupe Grey : 2011
- Intronisé au Montana Football Hall of Fame : 2021[17]